# Emma Samuelsson (skådespelare)
Emma Samuelsson, född 14 augusti 1985, är en svensk skådespelare. Hon debuterade i Lukas Moodysons film Tillsammans, där hon spelade rollen som Eva. Hon har även medverkat i Spökafton (avsnittet Ensamrummet), en programserie för barn av SVT, samt haft en stuntroll i Lilja 4-ever.

## Filmografi
- 2000 – Tillsammans
- 2001 – Spökafton (TV-serie)
- 2002 – Lilja 4-ever

### Fotnoter
1. ↑  ”Emma Samuelsson”. Svensk Filmdatabas. http://sfi.se/sv/svensk-filmdatabas/Item/?type=PERSON&itemid=280854&iv=OVERVIEW. Läst 8 augusti 2012.
2. ↑  ”Emma Samuelsson”. IMDb.com. http://www.imdb.com/name/nm0760571/. Läst 8 augusti 2012.